# Neptis jucundiora
Neptis jucundiora är en fjärilsart som beskrevs av Hans Fruhstorfer 1908. Neptis jucundiora ingår i släktet Neptis och familjen praktfjärilar. Inga underarter finns listade i Catalogue of Life.